# Christoph Graschi
Christoph Graschi (* 20. Mai 2001 in Bruck an der Mur) ist ein österreichischer Fußballspieler.

## Karriere

### Verein
Graschi begann seine Karriere beim SC Bruck/Mur. 2014 kam er in die Jugend des Grazer AK. Nach einer Saison beim GAK wechselte er zur Saison 2015/16 in die Jugend der Kapfenberger SV. Ab der Saison 2016/17 spielte er für die Dritt- und Viertmannschaft der Kapfenberger, den ASC Rapid Kapfenberg und den ASC Rapid Kapfenberg II. Im August 2016 stand er gegen den TSV Pöllau erstmals im Kader der Amateure von Kapfenberg, wurde jedoch nicht eingesetzt.
Zur Saison 2018/19 rückte Graschi, ohne zuvor für die Amateure gespielt zu haben, in den Profikader der Steirer auf. Nach dem Abstieg von KSV II in die fünftklassige Oberliga absolvierte er im August 2018 sein erstes Spiel für diese. Im März 2019 debütierte er bei seinem Kaderdebüt für die Profis in der 2. Liga, als er am 20. Spieltag jener Saison gegen den FC Liefering in der 71. Minute für Elvedin Herić eingewechselt wurde. Insgesamt kam er für die KSV zu 33 Zweitligaeinsätzen, ehe er den Verein im Jänner 2024 verließ. Anschließend wechselte er zum Landesligisten SC Bruck/Mur, bei dem er einst seine Karriere begonnen hatte.

### Nationalmannschaft
Graschi debütierte im März 2019 gegen Georgien für die österreichische U-18-Auswahl.